# José Manuel Vaquero Tresguerres
José Manuel Vaquero Tresguerres (Bueño, Ribera de Arriba, 1946) es un periodista español vinculado de forma especial a la región de Asturias.

## Formación
Vaquero es graduado por la Escuela Oficial de Periodismo de Madrid, licenciado y doctor en Ciencias de la Información por la Universidad Complutense de Madrid.

## Trayectoria
Ha trabajado en diversos medios de información, por ejemplo en El País. Su trayectoria se ha desempeñado principalmente en La Nueva España, en que ha ejercido como redactor, jefe de sección de política, director entre 1983 y 1990, subdirector general y director general.
El legado de este trabajo es el liderazgo de La Nueva España en la prensa asturiana, un periodismo de calidad y una cantera de  nuevas generaciones de profesionales de la información que han llegado posteriormente a puestos de liderazgo, destacando Aitor Moll Sarasola.
Entre 2009 y 2014 ejerció como Consejero Delegado de Prensa Ibérica, editorial presidida por Francisco Javier Moll de Miguel. Su sucesor al frente de este puesto es Aitor Moll Sarasola.

## Galardones
En 2016 el Consejo de Gobierno de Asturias concedió la Medalla de Oro a José Manuel Vaquero por su compromiso con la región durante tres décadas al frente del diario La Nueva España.
En 2018 Vaquero fue condecorado por el Club Rotario de Oviedo.